# Abdij van Saint-Georges de Boscherville

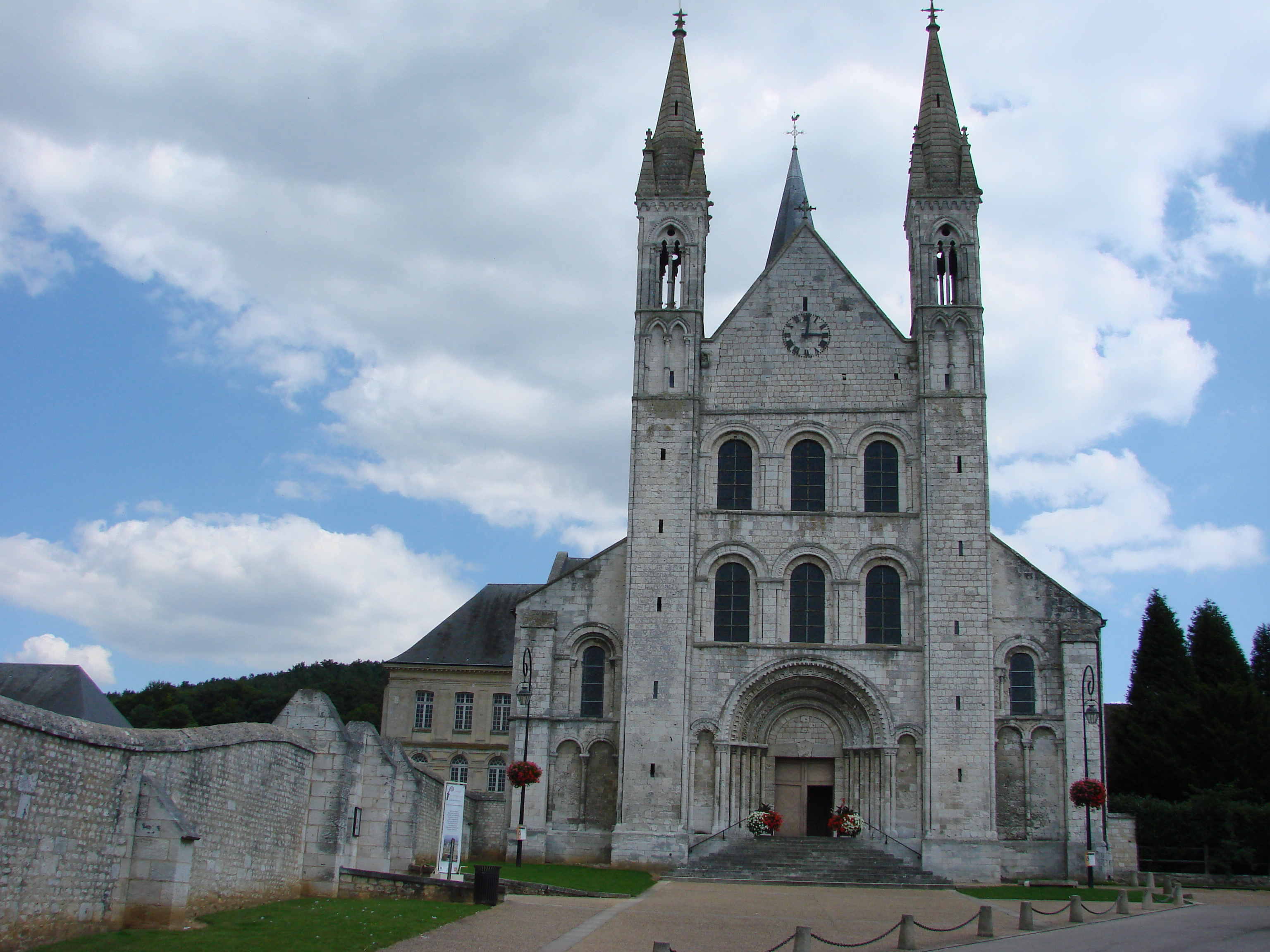
De abdij van Saint-Georges de Boscherville

De Abdij van Saint-Georges de Boscherville is een voormalige benedictijnenabdij in de Franse gemeente Saint-Martin-de-Boscherville in het departement Seine-Maritime (Normandië). De abdij werd rond 1113 gesticht op een voormalige nederzetting van seculiere kanunniken. Monniken van de Abdij van Saint-Evroul bewoonden de Saint-Georges de Boscherville.